# Жукова, Светлана Александровна
Светлана Александровна Жукова (укр. Жукова Світлана Олександрівна; род. 30 ноября 1996 года) — украинская пловчиха в ластах.

## Карьера
Тренируется в киевском клубе Аквалидер, тренеры — Шляховская А. А. и Семенченко Ю. В. Обладатель рекорда Украины в категории В (девушки до 17 лет) в плавании в ластах на дистанции 800 метров.
Вице-чемпион мира в длинной эстафете.
На двух чемпионатах Европы становилась призёром в длинной эстафете и эстафете 4х200 метров.